# Ulica Nalewki w Warszawie

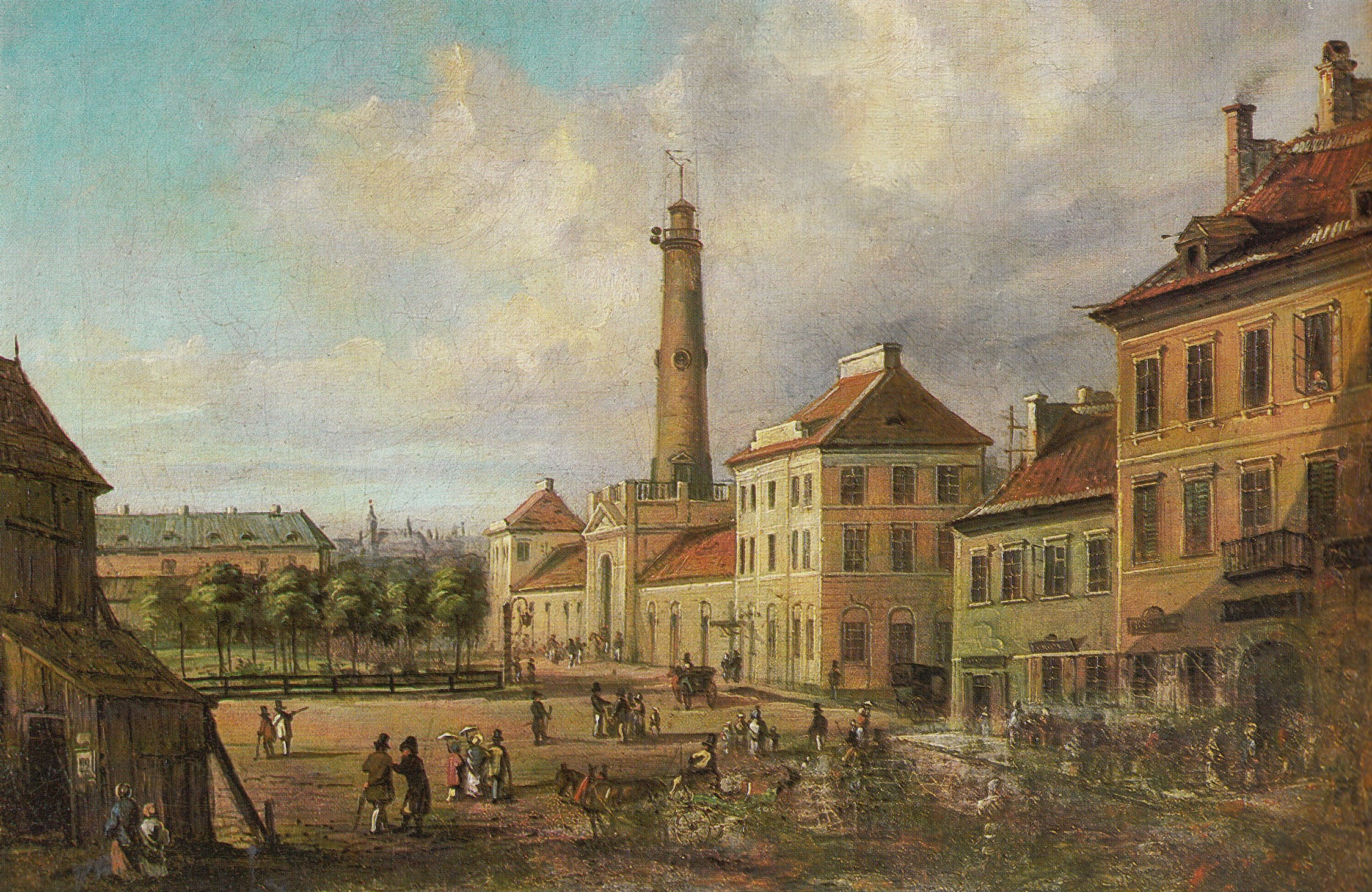
Obraz Józefa Szermentowskiego Widok na oddział straży ogniowej na Nalewkach, 1854

Nalewki na pocztówce z początku XX wieku, po lewej gmach Arsenału, po prawej Pasaż Simonsa

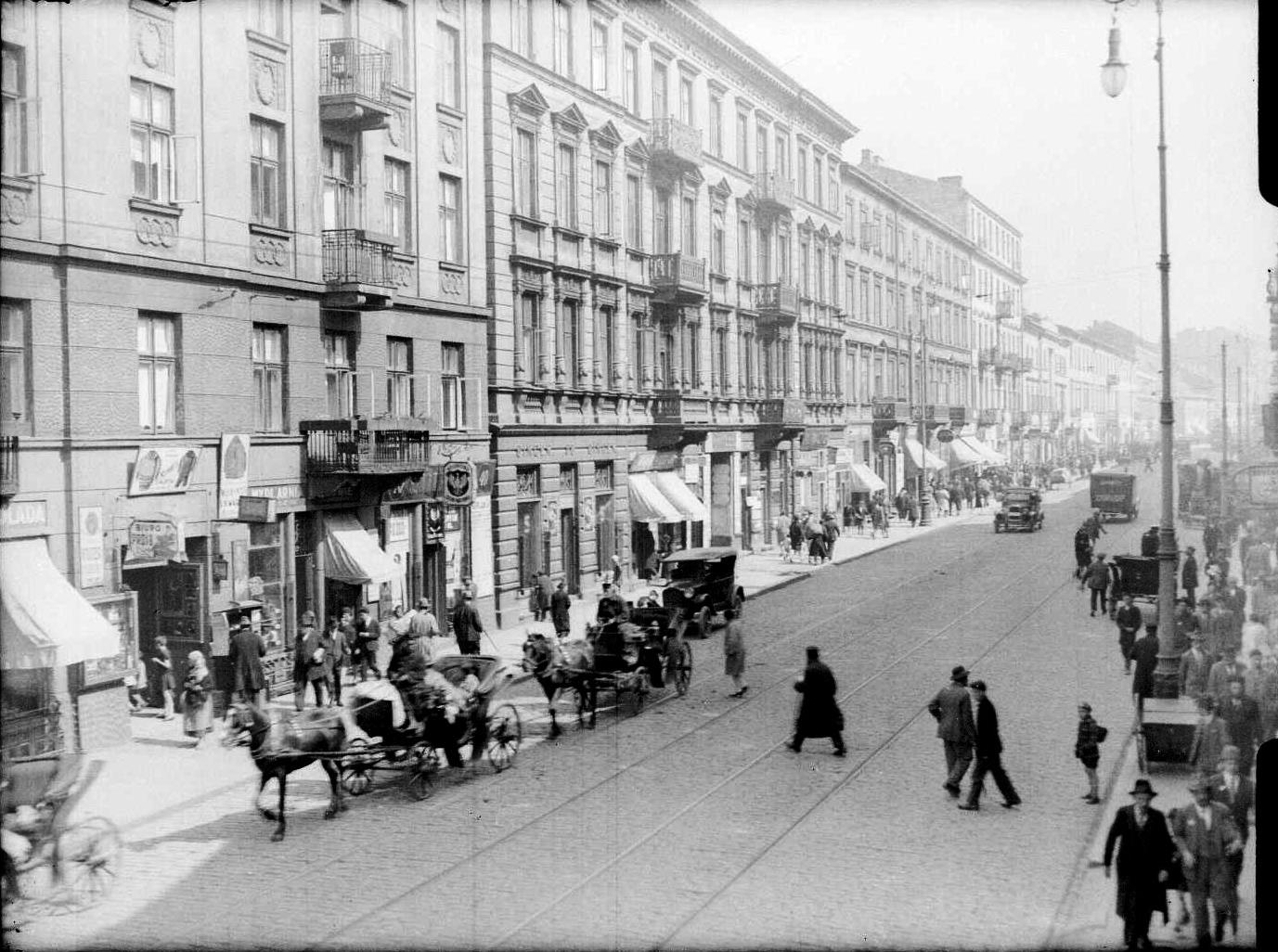
Ulica od strony placu Muranowskiego przed 1939 rokiem

Ulica Nalewki – ulica w dzielnicy Śródmieście w Warszawie.
Przed 1943 Nalewki stanowiły główną ulicę żydowskiej dzielnicy północnej, zwanej też dzielnicą nalewkowsko-muranowską. W czasie wojny zabudowa ulicy została zniszczona, po wojnie nie została odbudowana. Ulica w szczątkowym stopniu zachowała się w dawnym przebiegu w postaci dzisiejszej ul. Stare Nalewki (do 2019 ul. Bohaterów Getta). Od 1959 nazwę Nalewki nosi niewielka ulica znajdująca się 100 metrów na zachód od historycznych Nalewek, pomiędzy ulicami: Ludwika Zamenhofa i Stanisława Dubois. Jej 140-metrowy odcinek przylegający do ulicy Ludwika Zamenhofa przebiega w ciągu dawnej ulicy Gęsiej.

## Historia
Historyczna nazwa – Nalewki – pochodziła od płynącej tędy rzeczki Bełczącej, zwanej też Nalewką, z racji zaopatrywania w wodę okolicznych mieszkańców. Najstarszymi obiektami przy ulicy były zbudowane około roku 1662 budynki klasztoru Brygidek wraz z kościołem św. Trójcy dobudowanym w latach 1652–1658, oraz przyporządkowany numeracji ul. Długiej Arsenał. W roku 1769 rozpoczęła się budowa Magazynu Karowego. Pod koniec XVIII wieku u wylotu ulicy powstał plac Muranowski. Na początku XIX wieku zabudowę Nalewek stanowiły drewniane dworki, otoczone ogrodami warzywnymi i owocowymi, a jezdnia ulicy nie była wybrukowana. 
Gwałtowny rozwój ulicy nastąpił w latach 20. XIX wieku i był związany z osiedleniem się tu warszawskich Żydów; Nalewki stały się główną ulicą handlową w utworzonej w okolicy dzielnicy żydowskiej. 
Wieczorem 29 listopada 1830 powstańcy listopadowi, przy znacznym udziale ludności cywilnej, zdobyli Arsenał, co pozwoliło przechylić szalę zwycięstwa na stronę Polaków podczas walk nocy listopadowej.
Po roku 1835 na terenie dawnego Magazynu Karowego działał IV Oddział Warszawskiej Straży Ogniowej, zaś zabudowania położone bliżej Arsenału zajęły Koszary Artylerii. Około roku 1900 na miejscu rozebranych zabudowań Brygidek wystawiono gigantyczny handlowy Pasaż Simonsa, który przeszedł rozbudowę w roku 1904. Towarzyszyło jej powstanie nowej drogi dojazdowej do Pasażu – ulicy Wyjazd.
Nalewki stały się jedną z najważniejszych ulic handlowych Warszawy i jedną z głównych ulic warszawskiej dzielnicy żydowskiej, ruchliwym traktem komunikacyjnym. Znajdowały się tu warsztaty rzemieślnicze, domy handlowe, punkty usługowe i księgarnie. W 1913 przy ulicy działało 329 placówek handlowych różnych branż. Przy Nalewkach znajdowały się największe kamienice wielopodwórkowe w Warszawie, co wynikało z wydłużonego kształtu parcel od strony ul. Dzikiej. Były one nazywane babilonami.
Zabudowa ulicy ucierpiała w czasie obrony Warszawy we wrześniu 1939. W listopadzie 1939 Niemcy, w odwecie za zastrzelenie na tej posesji przez Pinkusa Zylberrynga polskiego policjanta, zamordowali 53 mężczyzn z kamienicy pod nr 9. W listopadzie 1940 północna i środkowa część ulicy znalazła się w granicach getta. Na Nalewkach znajdowała się jedna z głównych bram do dzielnicy zamkniętej.
26 marca 1943 u zbiegu ulic Bielańskiej, Długiej i Nalewek miała miejsce akcja pod Arsenałem.
19 kwietnia 1943 o świcie przez bramę przy Nalewkach na teren getta wkroczyły oddziały niemieckie oraz kolaborujące z nimi oddziały łotewskie i ukraińskie pod dowództwem Ferdinanda von Sammern-Frankenegga, napotykając zbrojny opór powstańców żydowskich. To wydarzenie było początkiem powstania w getcie warszawskim. Po upadku powstania północna część ulicy należąca do getta została całkowicie zburzona przez Niemców.
Róg Nalewek i Długiej stanowił miejsce intensywnych walk powstania warszawskiego. 31 sierpnia 1944 lotnictwo niemieckie zniszczyło redutę powstańczą w Pasażu Simonsa bronioną przez żołnierzy batalionu AK „Chrobry I”, grzebiąc w jego piwnicach ok. 300 osób.

## Ulica po 1945
15 marca 1946 oddano do użytku linię trolejbusową przebiegającą całą długością ulicy Nalewki, pomiędzy ulicami Długą i Muranowską. 15 grudnia 1946 rozpoczęto prace przy budowie ulicy Nowomarszałkowskiej, które wymusiły rozbiórkę trakcji trolejbusowej przebiegającej przeznaczoną do likwidacji ulicą Nalewki.
W latach 1946–1947 po śladzie środkowego odcinka ulicy Nalewki wytyczono ulicę Nowomarszałkowską, zaś pozostała część została rozebrana i w jej miejsce posadzono zieleń. Jedyny zachowany fragment ulicy to ul. Stare Nalewki, od 1953 do 2019 nosząca nazwę ul. Bohaterów Getta, z oryginalnym przedwojennym brukiem i fragmentem torów tramwajowych.
Uchwałą Rady Narodowej m.st. Warszawy z dnia 25 marca 1959 nazwę ulica Nalewski nadano małej, 260-metrowej uliczce wytyczonej pomiędzy ulicami Ludwika Zamenhofa i Stanisława Dubois, częściowo pokrywającej się z przebiegiem dawnej ulicy Gęsiej.
Zniszczenie reduty powstańczej w Pasażu Simonsa upamiętniono w latach 50. dwiema tablicami Tchorka (ul. Długa róg Bohaterów Getta oraz al. „Solidarności” 66). Bramę getta na Nalewkach upamiętnia jeden z pomników granic getta, ustawiony w 2008 przy skrzyżowaniu ulic Świętojerskiej i gen. W. Andersa.

## Galeria

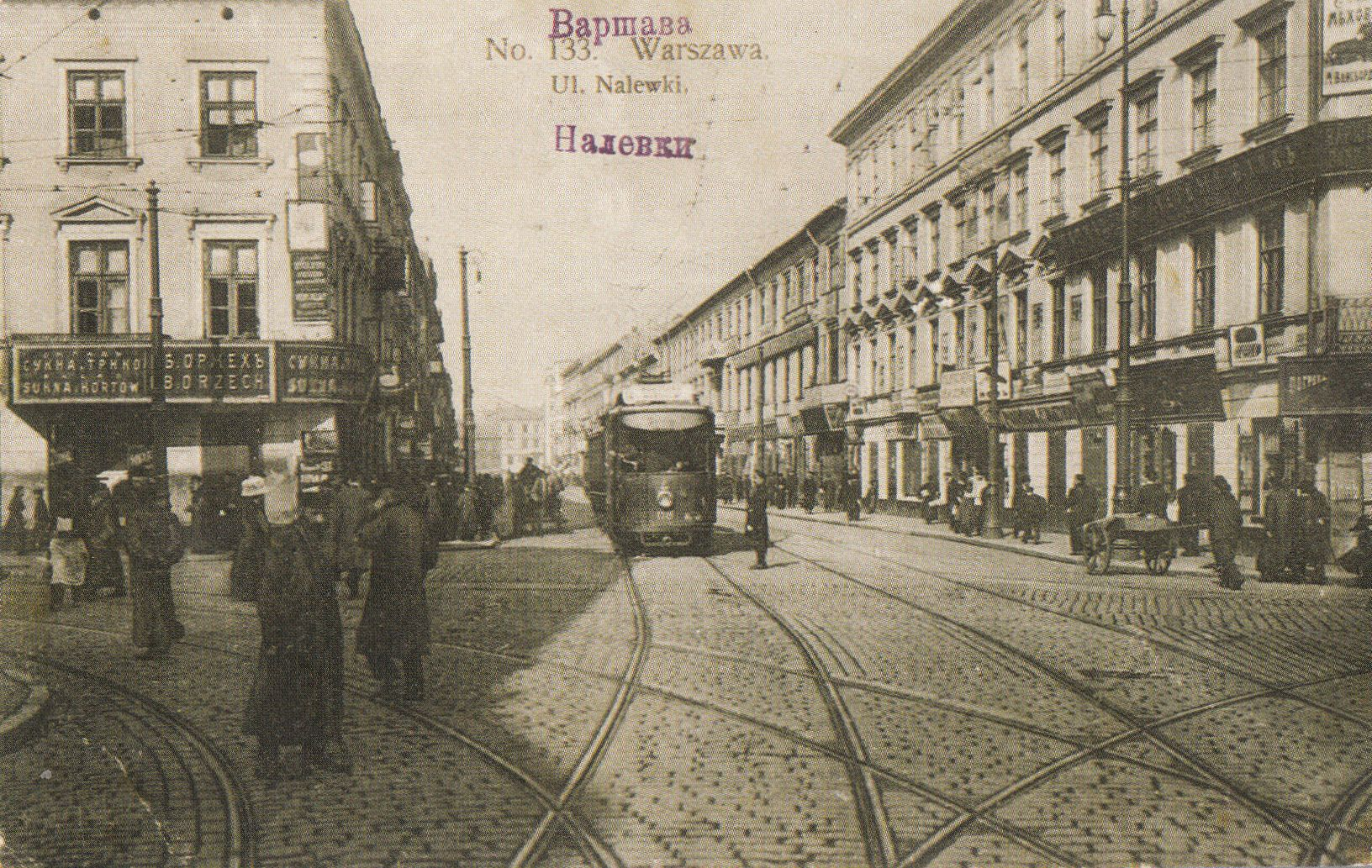
Ulica Nalewki przy Gęsiej, ok. 1908
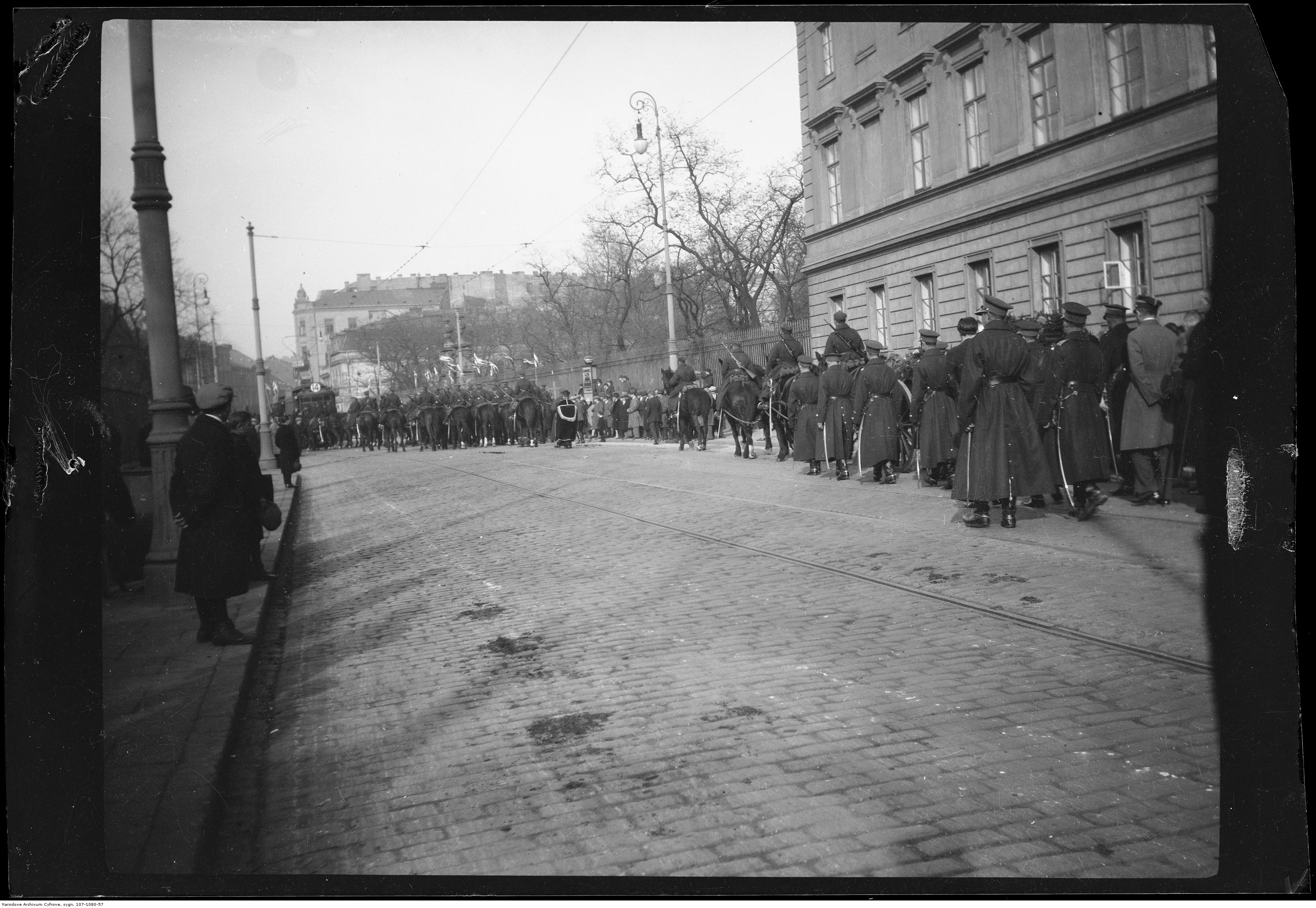
Ulica widziana spod Arsenału w kierunku północnym. Po prawej Ogród Krasińskich, lata 30.
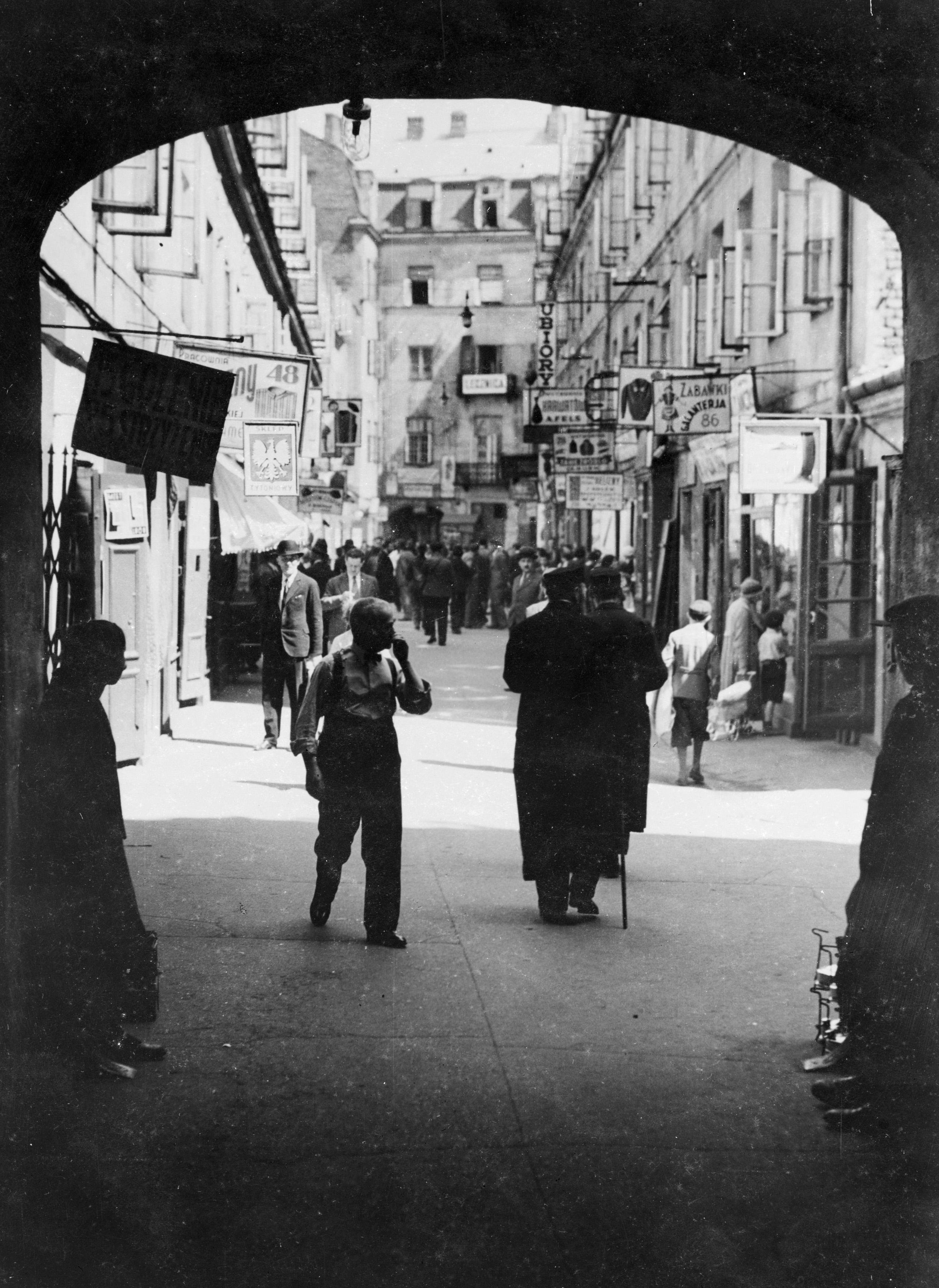
Podwórko domu przy ul. Nalewki 15, przykład jednego ze znajdujących się przy tej ulicy pasaży handlowych, lata 30.
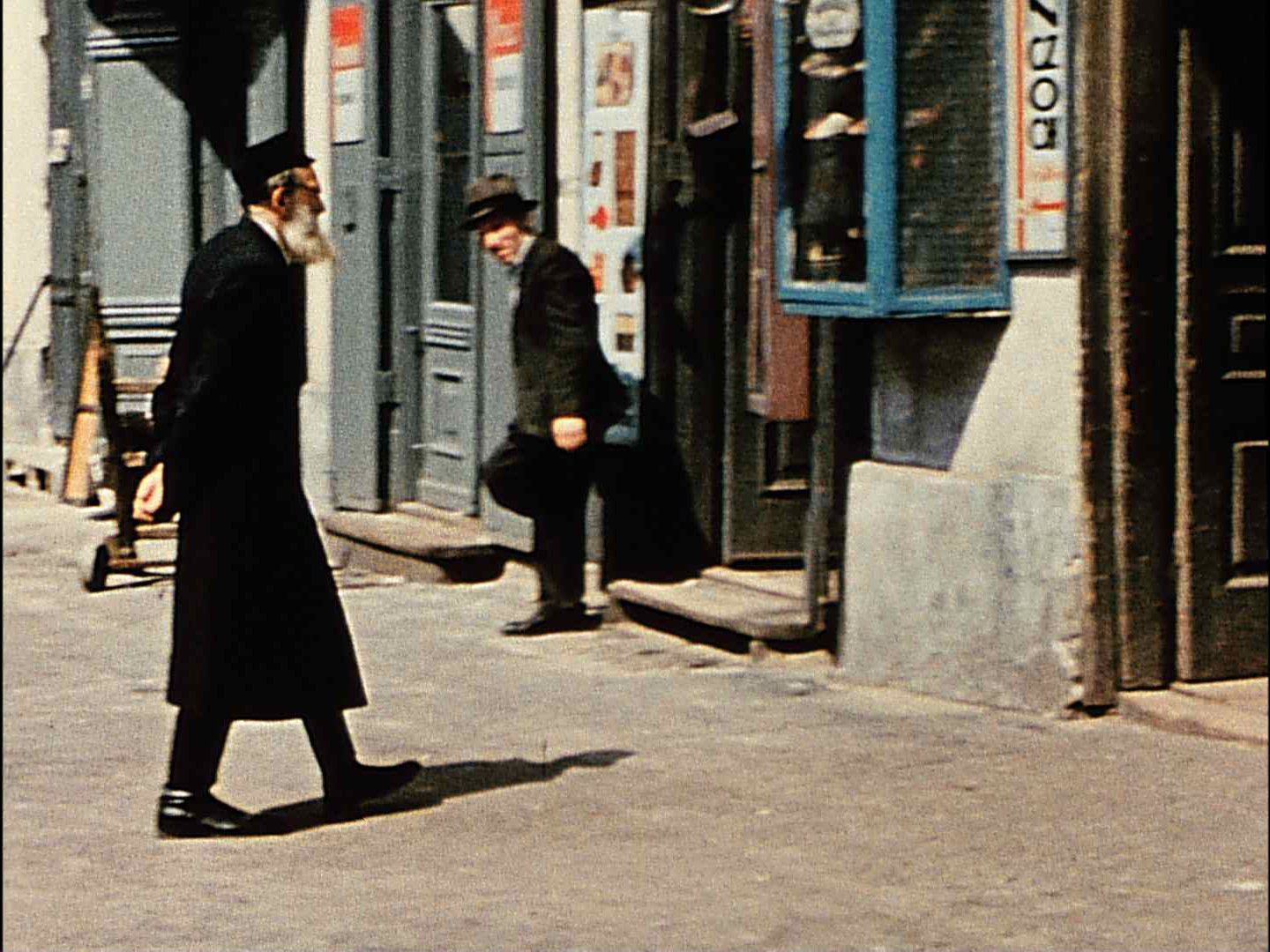
Fragment podwórka kamienicy przy ulicy Nalewki 27 w sierpniu 1939
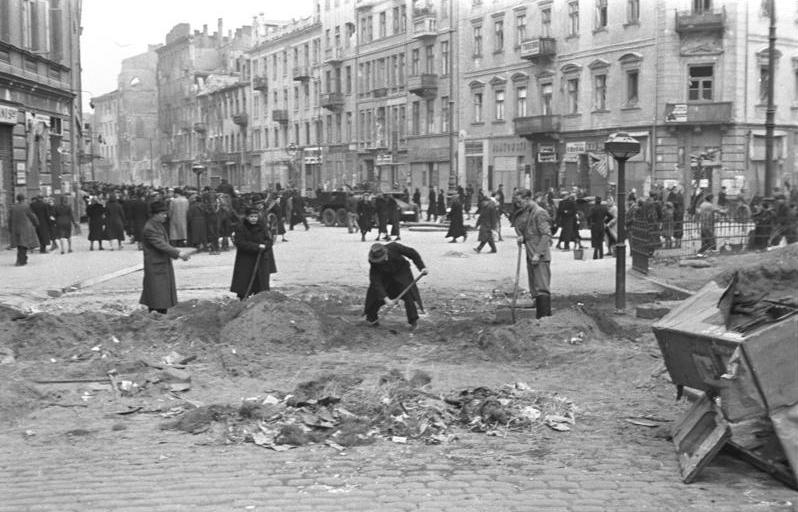
Ulica Nalewki przy Świętojerskiej po kapitulacji Warszawy we wrześniu 1939 roku